# Каю Рібейру
Каю Рібейру (порт. Caio Ribeiro Decoussau, нар. 16 серпня 1975, Сан-Паулу) — бразильський футболіст, що грав на позиції нападника. По завершенні кар'єри — футбольний коментатор.

## Клубна кар'єра
Вихованець «Сан-Паулу». Дебютував за нього у бразильській Серії А 14 серпня 1994 року в матчі проти «Пайсанду» (0:0) і того ж року з командою він виграв Кубок КОНМЕБОЛ та Рекопу Південної Америки. Загалом у рідному клубі Каю у чемпіонаті забив 14 голів у 31 матчі.
У 1995 році після чудового виступу на молодіжному чемпіонаті світу до 20 років, де Каю був визнаний найкращим гравцем, він привернув увагу італійського «Інтернаціонале», який щойно купив італійський магнат Массімо Моратті. Новий власник, що не шкодував грошей на свій клуб, вирішив купити бразильського таланта за 7 мільярдів італійських лір. Дебютував у «Інтері» Каю 29 листопада 1995 року в грі проти «Лаціо» (1:1). Втім Каю не зумів заграти у Італії і у своєму першому сезоні в команді зіграв лише вісім матчів під керівництвом Роя Годжсона (6 в Серії А та 2 в Кубку Італії). В результаті 1996 року він перебрався до іншого місцевого клубу «Наполі», де став грати значно частіше, але так і не забив жодного голу у чемпіонаті, чим підірвав свою популярність серед італійських фанатів. Він забив лише один гол проти «Лаціо» у чвертьфіналі Кубка Італії.
В результаті у 1997 році, всього у 22 роки, Каю повернувся до Бразилії, ставши гравцем «Сантуса». Саме з цією командою Каю виграв свій перший національний титул, турнір Ріо-Сан-Паулу 1997 року, здолавши у фіналі «Фламенго».
На початку 1998 року Каю став гравцем «Фламенго», де у першому сезоні був дублером Ромаріо, але після його уходу Каю став розглядатись як гравець «основи» і став головною фігурою у здобутті 1999 року Кубка Меркосур — Каю забив три голи в двох іграх фіналу (два в першій і один у другій) і допоміг своєму клубу здолати «Памлейрас» (4:3, 3:3). Також цього року Каю виграв із клубом Чемпіонат штату Ріо-де-Жанейро та Кубок Гуанабара.
Протягом сезону 2000 року знову захищав кольори «Сантуса», після чого теж без серйозних успіхів грав за «Флуміненсе», «Фламенго» та «Греміо», а на початку 2004 року він поїхав до Німеччини, щоб приєднатися до клубу «Рот Вайс» (Обергаузен). Втім і друга спроба заграти у Європі не дала результату — Каю забив лише 1 гол у 15 іграх Другої Бундесліги.
Влітку 2004 року Каю перейшов до «Ботафогу», за який відіграв наступні півтора сезони. Як і в інших клубах, через які Каю пройшов, він не зміг стати стабільним основним гравцем. Раз у раз нападник отримував травму, і завдяки жорсткій конкуренції з боку інших форвардів команди йому часто доводилося сидіти на лавці. В результаті цього в кінці 2005 року, у віці лише тридцяти років, він вирішив закінчити свою ігрову кар'єру. Свій останній матч він провів 4 грудня 2005 року проти «Форталези» (2:0).
З 2007 року став працювати телекоментатором на Rádio Globo та SporTV, а також коментує ігри серії FIFA, починаючи з FIFA 13.

## Виступи за збірні
1995 року у складі молодіжної збірної Бразилії поїхав на молодіжний чемпіонат Південної Америки в Болівії, де допоміг свої команді здобути титул континентального чемпіона. Цей результат дозволив команді разом з Каю поїхати і на молодіжний чемпіонат світу 1995 року в Катарі, де футболіст з 5-ма голами був визнаний найкращим гравцем турніру, здобувши також в підсумку з командою срібні нагороди турніру.
Наступного року Каю допоміг команді до 23 років виграти Передолімпійський турнір КОНМЕБОЛ, а сам Каю в матчі проти Болівії (4:1), він зробив покер, тобто забив чотири голи за один матч, а загалом же на турнірі відзначився п'ятьма м'ячами.
У січні 1996 року Бразилію було запрошено на розіграш Золотого кубка КОНКАКАФ 1996 року у США. Бразильці вирішили відправити на турнір команду до 23 років, до якої увійшов і Каю, втім оскільки це був турнір національних команд, то офіційно участь брала національна збірна Бразилії. Каю на турнірі зіграв у чотирьох матчах — з Канадою (1 гол), Гондурасом (2 голи), США та програний фінал із Мексикою, здобувши разом з командою «срібло».

## Статистика виступів

### Статистика виступів за збірну
| Дата      | Місто        | Господарі | Результат | Гості    | Турнір                              | Голи | Примітки |
| --------- | ------------ | --------- | --------- | -------- | ----------------------------------- | ---- | -------- |
| 11-1-1996 | Лос-Анджелес | Бразилія  | 4 – 1     | Канада   | Кубок КОНКАКАФ 1996 - Груповий етап | 1    |          |
| 13-1-1996 | Лос-Анджелес | Бразилія  | 5 – 0     | Гондурас | Кубок КОНКАКАФ 1996 - Груповий етап | 2    |          |
| 17-1-1996 | Лос-Анджелес | США       | 0 – 1     | Бразилія | Кубок КОНКАКАФ 1996 - півфінал      | -    |          |
| 20-1-1996 | Лос-Анджелес | Мексика   | 2 – 0     | Бразилія | Кубок КОНКАКАФ 1996 - Фінал         | -    |          |
| Усього    |              | Матчів    | 4         |          | Голів                               | 3    |          |

## Титули і досягнення

### Командні
| «Сан-Паулу» - Суперкубок Лібертадорес (1) : - Володар : 1993. - Рекопа Південної Америки (1) : - Володар : 1994. - Кубок КОНМЕБОЛ (1) : - Володар : 1994. |  | «Сантус» - Турнір Ріо-Сан-Паулу (1) : - Чемпіон : 1997. |  | «Фламенгу» - Ліга Каріока (1) : - Чемпіон : 1999. - Кубок Гуанабара (1) : - Володар : 1999. - Кубок Меркосур (1) : - Володар : 1999. |

### Збірна
| Бразилія U-20 - Молодіжний чемпіонат світу (1) : - Переможець : 1995. - Найкращий гравець : 1995. |  | Бразилія - Золотий кубок КОНКАКАФ : - Фіналіст : 1996. |

- Чемпіон Південної Америки (U-20): 1995